# Boye (Celle)

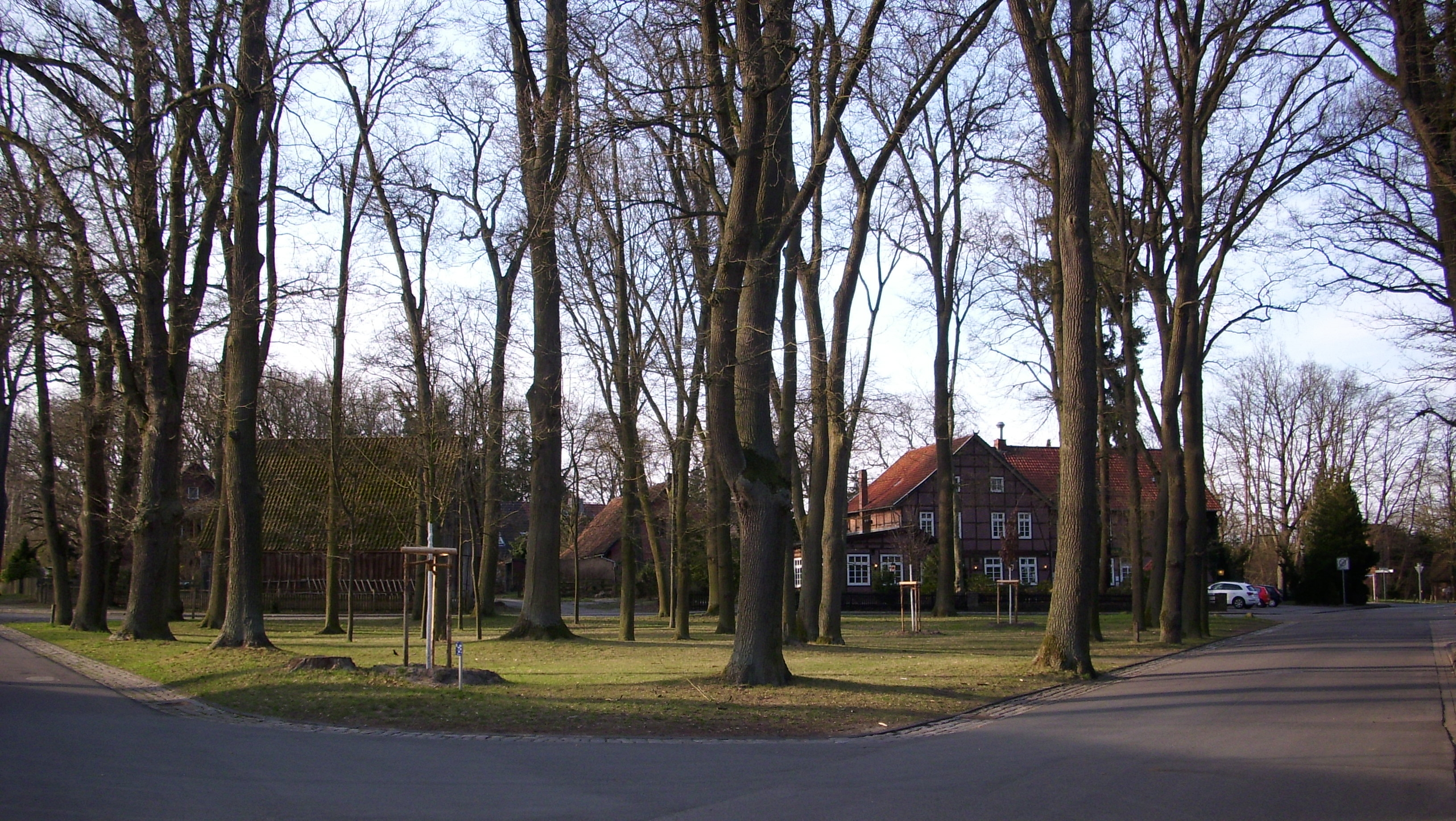
Historische Ortsmitte von Boye

Boye ist ein Ortsteil der Stadt Celle in Niedersachsen, der nordwestlich des Stadtzentrums an der Aller liegt.

## Geschichte
Boye wurde erstmals 1235 als „Boie“ urkundlich erwähnt und gehört seit jeher zum Kirchspiel Groß Hehlen. Der Edele Hermann von Meinersen verkaufte zwischen 1233 und 1235, seinen Eigenbesitz in Boie, ein Hof, der Kirche in Groß Hehlen zugehörig; 2 Höfe, 1 Mühle, die Mastweide für 72 Schweine und die Fischerei (in der Aller) an Herzogin Agnes, 2. Ehefrau und Witwe des Pfalzgrafen Heinrich von Sachsen, die diese dem von ihr gestifteten Kloster Wienhausen schenkt.
Auf Betreiben von Erich Eichelberg wurde Boye 1968 nach Celle eingemeindet.

## Politik

### Ortsrat
Der Ortsrat Boye setzt sich aus fünf Mitgliedern zusammen. Die Ortsratsmitglieder werden durch eine Kommunalwahl für jeweils fünf Jahre gewählt.

Bei der Kommunalwahl 2021 ergab sich folgende Sitzverteilung:
| Ortsrat 2021Insgesamt 5 Sitze - Unab.: 1 - Zukunft: 1 - CDU: 3 |

### Ortsbürgermeister
Ortsbürgermeister ist Heiko Gevers (CDU).

## Religion
Boye gehört zur evangelisch-lutherischen Kirchengemeinde Groß Hehlen und damit zum Kirchenkreis Celle.
Die römisch-katholischen Christen gehören zum Bistum Hildesheim.

## Kultur und Sehenswürdigkeiten

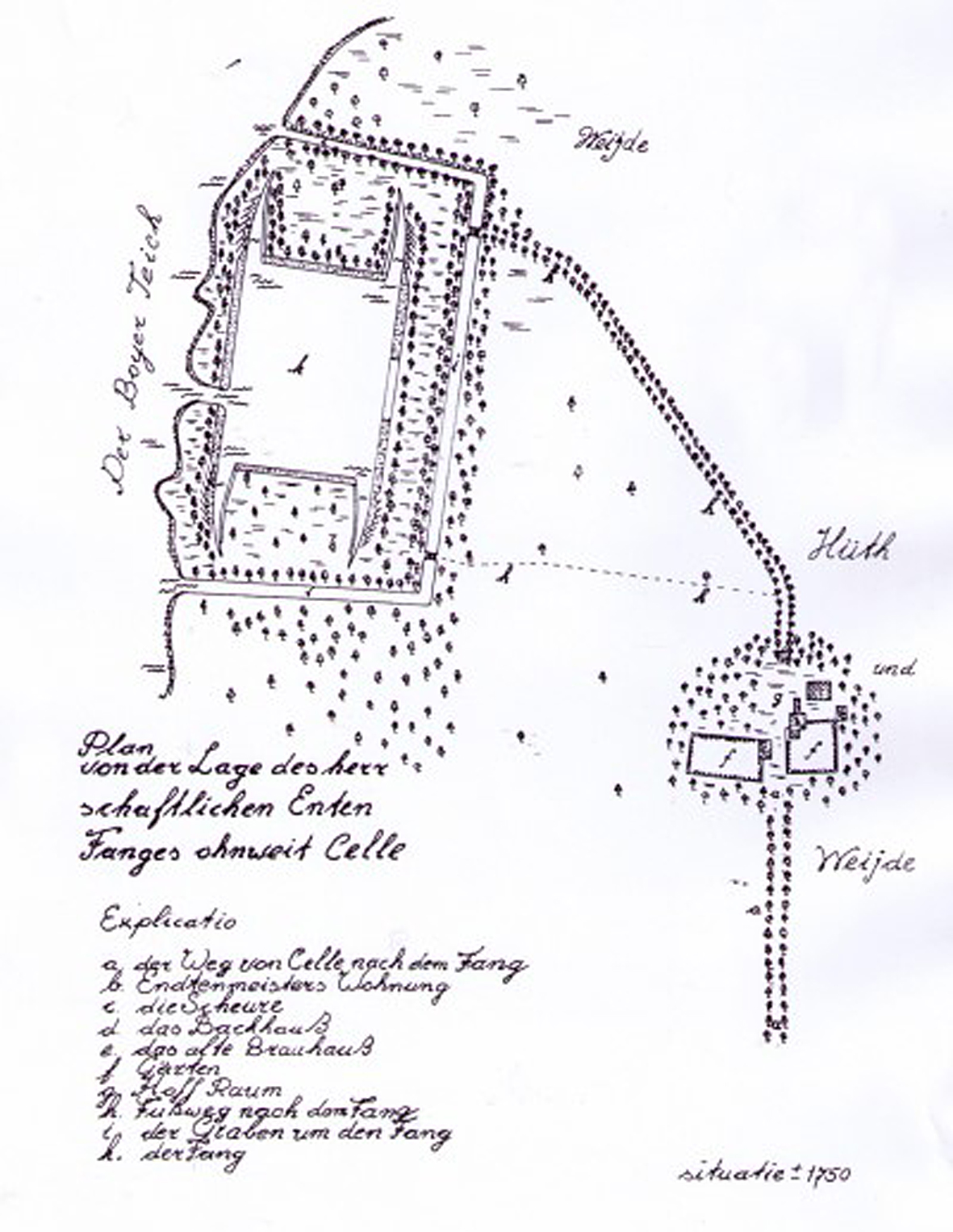
Plan des Entenfanges um 1750

Der Entenfang, 2 km nordwestlich von Boye, ist eine kulturhistorische Besonderheit. Es handelt sich dabei um eine Entenfangeinrichtung des 17. Jahrhunderts. Durch zahme Lockenten wurden durchziehende Wildenten angelockt und lebend gefangen.
Schon 1649 ließ Herzog Christian Ludwig zu Braunschweig-Lüneburg den Bach Wittbeck in den Boyer Teich umleiten, um einen stetigen Wasserstand für die hier schon vorhandene Fischzucht zu gewährleisten. Sein Bruder Georg Wilhelm ließ 1690 eine Entenkoje nach niederländischem Vorbild anlegen. Die Teichanlage mit Hofstelle war bis 1782 herrschaftlich, wurde verkauft und hatte seitdem zahlreiche Eigentümer. Unter anderem war von 1892 bis 1911 Ernst von Schrader der Eigentümer, der auch die Teiche bei Gut Sunder besaß. 1937 wurde das Teichgebiet Landschaftsschutzgebiet und 1976 Wasserwildreservat. 2021 wurde das Gebiet als Naturschutzgebiet Entenfang Boye und Grobebach ausgewiesen. Der Entenfang Boye mit dem Bruchbach gehören zum FFH-Gebiet Niedersachsen (Melde-Nr. 3226-331). Fischwirtschaft und der Lebendfang von Enten haben hier heute keine wirtschaftliche Bedeutung mehr. Die Anlagen werden vom heutigen Eigentümer aus privaten Mitteln instand gehalten.

Wasserwildreservat Entenfang
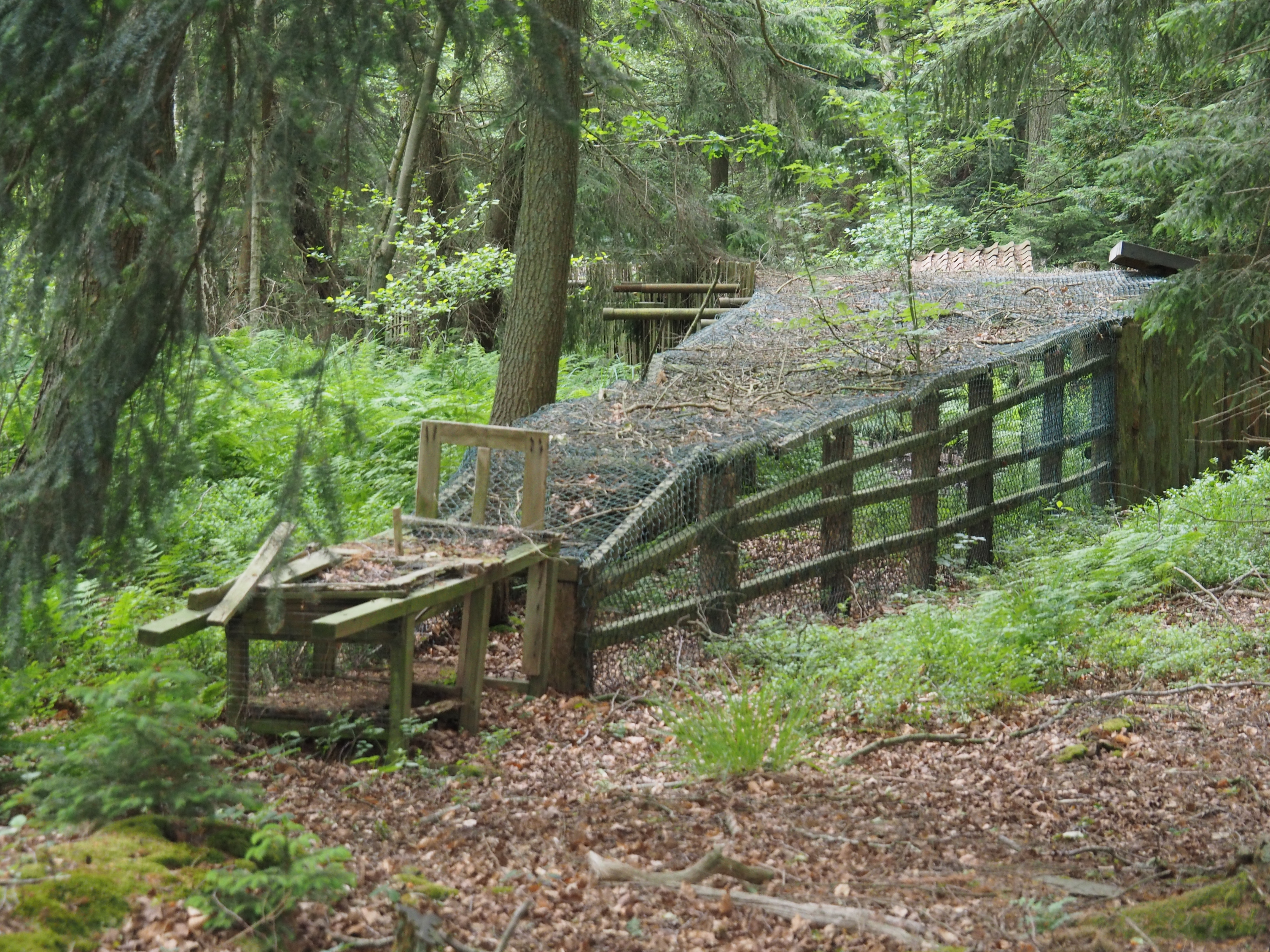
Entenfang-Pfeife
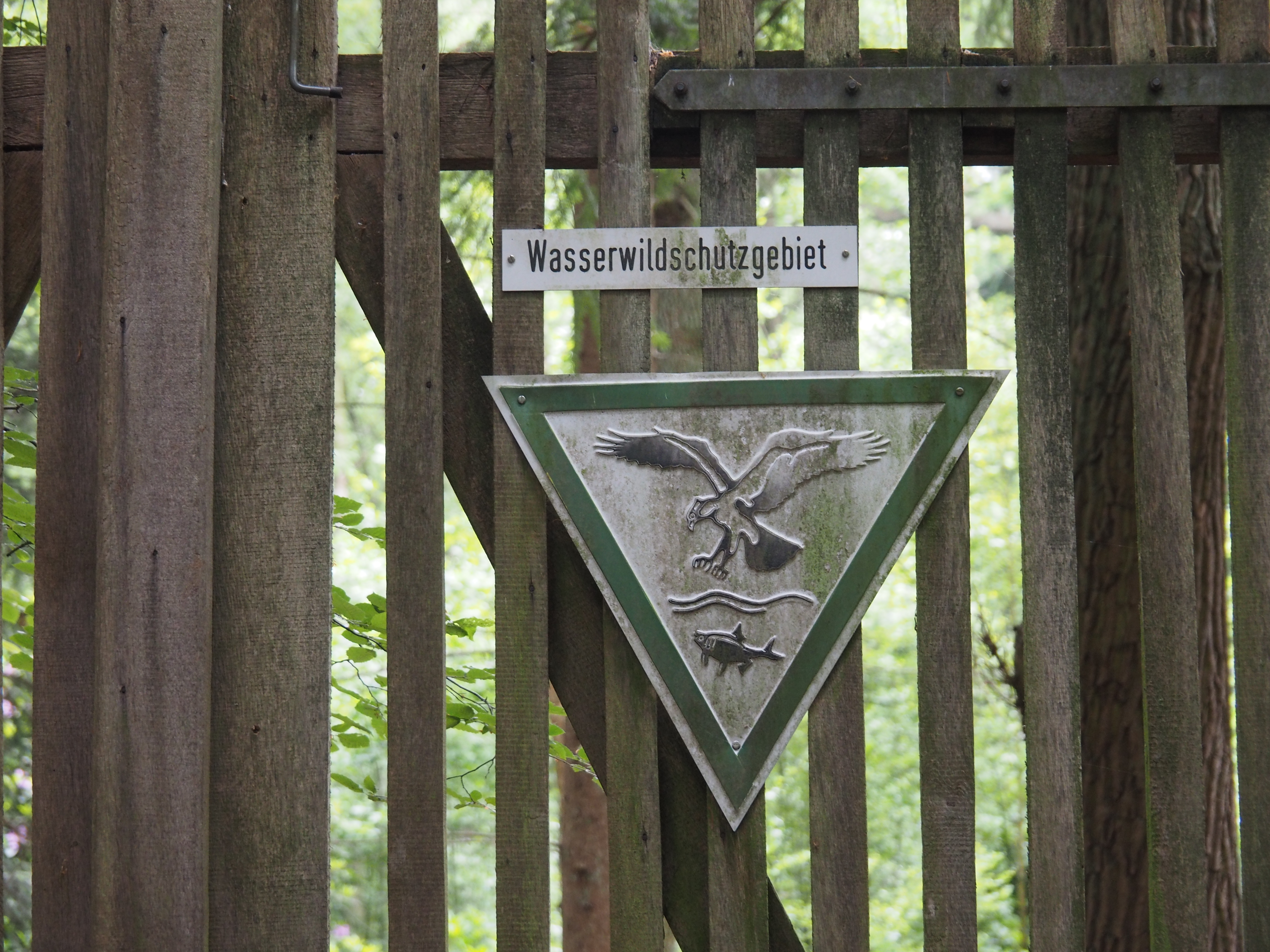
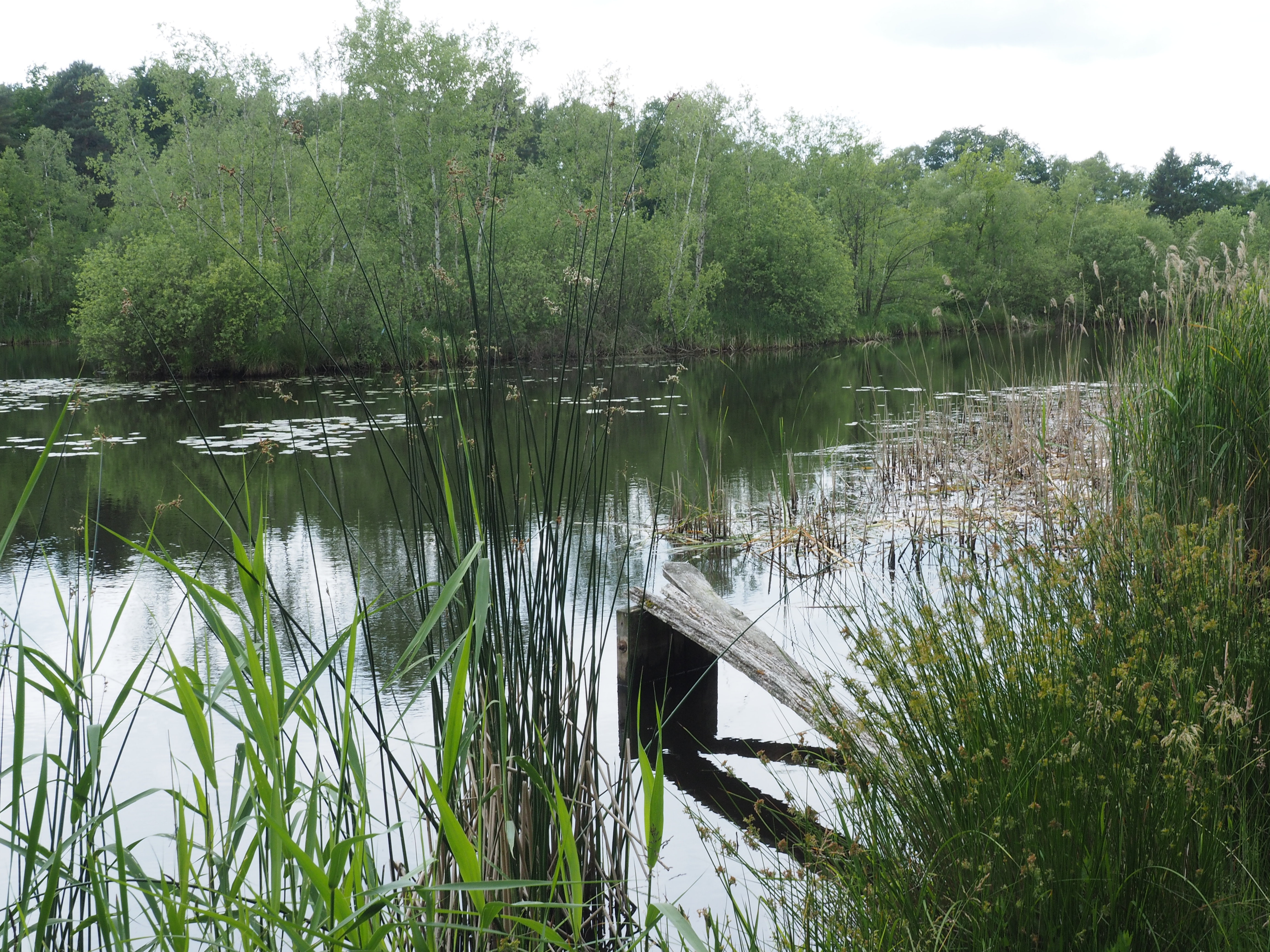
Kleiner Teich
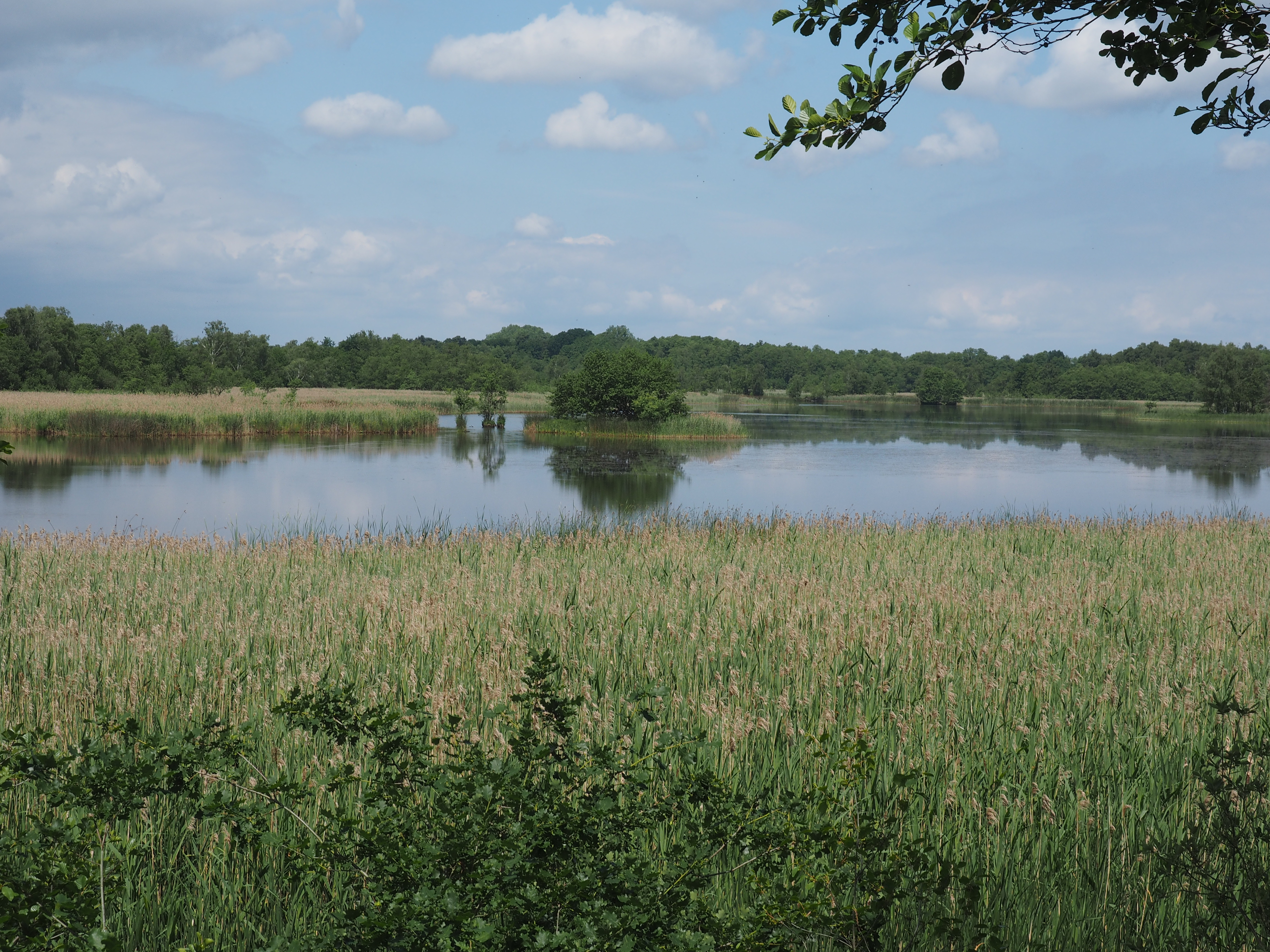
Großer Teich